# 緑の保守主義
緑の保守主義（みどりのほしゅしゅぎ、英: Green conservatism）は、中道左派から左翼の一形態として捉えられることが多い緑の政治を思想に取り込んだ保守主義の一派をさす。緑の保守主義の様々な態様は、既存・従来の保守主義の運動が極めて強い、特に英語圏の諸国において最も広まっている。
本来、「みどり / 緑」という価値は、保守ないし保守主義に内在するものであるから、それをただ明示したにすぎないという観点からは、あくまで保守主義の一つの側面に留まるが、実際には、このことが殆ど認識されてこなかったこともあり、それをあくまで独自の体系を擁する理論として強調する立場からは、保守主義の発展型として捉えられる。

## 相違・態様

### 日本
昭和天皇崩御に伴い、それまで天皇誕生日として国民の祝日だった4月29日は、「みどりの日」という名称で祝日として継続した。
保守政党の中では、自民党から分裂した新党さきがけが環境政党に変化していった。同党は、旧・民主党を結成するために多くの所属議員が離れた後、より環境重視の姿勢を打ち出したが党勢は低迷。みどりの会議に名称を改めるも支持は広がらず、2004年に解党した。
その後、みどりの会議を前身とする政治団体のみどりのテーブルで運営委員を務めていた川田龍平が2007年の参議院選挙に東京都選挙区から無所属で立候補して当選し、後の2009年に保守の系譜に連なるみんなの党へ入党した。みんなの党は、2011年の東日本大震災に伴う福島第一原子力発電所事故を受け、いわゆる「脱原発」路線を掲げていた。
同震災後、思想探求団体の一水会や、右派市民団体の主権回復を目指す会なども、国土保全の観点から脱原発運動を行っている。
中道保守の新党大地は、自然との調和を目指す基本理念・綱領を持ち、「大地に還り、大地に学び、自然を敬い、自然との調和を図る」と宣言。党のシンボルカラーもグリーンであり、健康の色、国を守る色、自然の色であるとしている。さらに、清掃活動、北海道の自然を探索するツアーなども行っている。代表の鈴木宗男は、「人が自然を守り保護することは出来ないのである。自然から人は守られ保護されているのだ。自然のお陰で、生きられ、生かされている事をしっかり認識しなくてはならない。新党大地・鈴木宗男は自然を敬い、自然に畏敬の念を持って生きていく」と綴っている。
地方レベルでは石原慎太郎や上田清司といった保守派の都県知事が主導し、2003年に首都圏1都3県同時にディーゼル車規制条例が制定、施行されている。
保守系の宗教法人である生長の家は、「天地一切のものへの感謝」「すべてのものは神において一体」という教えを説く。このような考えをもとに脱原発を志向し、募金を集めてメガソーラーシステムを設置する「自然エネルギー拡大運動」に取り組んでいる。そのことから日本において「最も積極的に環境問題に取り組んでいると目される宗教団体」であると評価する見解がある。

### アメリカ
アメリカにおいて初めて「緑の保守主義（green conservatism）」という文言が使用された内の1つは、共和党で元下院議長のニュート・ギングリッチによるものであり、環境問題についての民主党のジョン・ケリーとの討論においてである。
アメリカでは、共和党が一般的に保守的な党だと考えられている。（環境）保全の運動（en:Conservation movement）は、セオドア・ルーズベルトが大統領を務めていた期間に顕著に始まる、長く共和党の政治的イデオロギーの重要な部分を占めて来た。
緑の保守主義は、環境問題における共和党の立場を強化し、かつ、天然資源を保全したり人間・環境の健康を保護したりするための取り組みを支えることを追求する、コンサーヴ・アメリカ（en:ConservAmerica）のような団体における運動に顕著に表れている。

### イギリス
デーヴィッド・キャメロンが率いる保守党は、業務用車両の駐車スペースへの課税、空港の増大への歯止め、燃費の良くない四輪駆動車への課税、そして、自動車の広告に対する制限、などの提案を含む緑のアジェンダを包含している。これらの施策は、気候変動への対策を助言するためにキャメロンによって立ち上げられた「『生活の質』政策グループ」（The Quality of Life Policy Group）によって提案された。
キャメロンは、熱心に・意欲的に「緑」の論点を包含し、そして、気候変動を彼の演説の主要な要素として構成している。彼は、自然への排出を削減・縮減する目標の達成を確保するために、独立した気候変動のための委員会を招集した。

### カナダ
カナダにおいて「緑の保守主義（green conservatism）」という文言が知られるようになったのは、2006年に、かつてカナダ改革党の創設者（唯一の党首）にして改革党が合併して成立したカナダ同盟のメンバーだった、プレストン・マニング（en:Preston Manning）によってである。特にマニングは、その強固な田園・いなか・農耕のルーツや民衆主義的な理論を伴うカナダ西部における保守主義（en:Conservatism in Canada）が、最終的に経済的な成長の必要を環境の保護との間で調和させるはず、と論じている。彼は、「コモンズの悲劇」のシナリオを防止するためにアサバスカ・オイルサンド（en:Athabasca oil sands・アサバスカ川）地帯で引水の有料化（en:water pricing）を行っていることについて具体的に話している。

### ドイツ
ドイツでは、第二次世界大戦前から右翼運動には環境保護主義の伝統があり、西ドイツの緑の党（現・同盟90/緑の党）も当初は保守主義者を中心とした政党であった。緑の党に学生運動出身者が流入して大きくなる一方、党が左傾化してきたと感じた右派・右翼に近いメンバーは離党し、1982年にエコロジー民主党（en:Ecological Democratic Party）が結成された。エコロジー民主党は、環境保護への関心を生存権の推進（妊娠中絶や安楽死や死刑に対する異議・反対）と結び付けている。また、移民や刑事手続における公権力の制限を支持せず、LGBT・性的少数者に対しても否定的で、フェミニズムについての異なる視点を持つなど、同盟90/緑の党との違いを見せている。
ドイツ国内においては、連邦でも州でも一度も議会に議席を獲得できていないものの、隣国・チェコのテメリン原子力発電所に対するバイエルン州からの国境を越えた異議・反対に関与したことによって名を上げることとなった。もっともテメリン原子力発電所は、現在も稼働している。
2014年の欧州議会選挙で念願の初議席を獲得できた。